# Diodella scandens
Diodella scandens là một loài thực vật có hoa trong họ Thiến thảo. Loài này được (Sw.) Bacigalupo & E.L.Cabral mô tả khoa học đầu tiên năm 2006.